# アン・ダナム
アン・ダナム（Dr. Stanley Ann Dunham Soetoro, Ann Dunham, Ann Sutoro、1942年11月29日 - 1995年11月7日）は、アメリカ合衆国の、農村開発を専門とする人類学者であり、アメリカ大統領バラク・オバマの母である。

## 経歴

### 生い立ち
- 父スタンレーと母マデリンはカンザス州ウィチタで出会い、1940年5月5日に結婚[1]。

- アン・ダナムは、父スタンレー・ダナム（Stanley Dunham）の軍勤務時、カンザス州レブンワース砦で誕生[2][3]。
- 母方の祖母は生粋のチェロキー人であると言い伝えられているが記録として残っているものはない。17・18世紀に大陸に渡ったイングランド系、スコットランド系、アイルランド系、ウェールズ系、フランス系、ドイツ系（スイス系、アルザス系）の移民を祖先に持つ。遠戚にディック・チェイニー[4]やジョンソン元大統領、トルーマン元大統領。
- 真珠湾攻撃後、父スタンレーは従軍、母はウィチタのボーイング社に勤務[5]。
- 第2次世界大戦終期、家族はカリフォルニア、テキサス、シアトルと移動、父は家具の営業、母は銀行副頭取を務める。
- 1956年、家族はワシントン州マーサーアイランドに引っ越し。13歳のアンはマーサーアイランド高校へ就学。

### ハワイへの引っ越し。結婚
- 1960年、家族はハワイへ引っ越し、アンはハワイ大学マノア校へ入学。数学、人類学を学ぶ。学校最初のアフリカ人学生であったケニアの学生、バラク・オバマ・シニア（Barack Obama, Sr.）と、ロシア語のクラスで出会う。
- 1961年2月2日、周囲の反対を経験し、マウイ島で結婚。間もなく妊娠[6]。
- 1961年8月4日（18歳）、ホノルルで最初の子供バラク・オバマ2世を出産。
- アンは学校を離れ育児を行う一方、バラク・オバマ・シニアは1962年6月に卒業、ハーバード大学大学院に進学[7]。
- アン・ダナムとバラク・オバマ2世はシアトルに引っ越し、アンはワシントン大学に進学[7]。
- 1964年、ホノルルの家族の元に戻り、離婚申請。オバマ・シニアは異議申し立ては行わなかった為に、離婚は承諾される[6]。
- 1965年、オバマ・シニアは経済学修士取得[8]。

### 2回目の結婚
- 1967年、ハワイ大学で知り合ったインドネシア人学生で後に地質学者となるロロ・ソエトロ（Lolo Soetoro）と再婚[9]、ジャカルタへ引っ越す。

- 1970年8月15日、アン・ダナムとロロ・ソエトロの間にマヤ・ソエトロ誕生[1]。
- 1971年、バラク・オバマ10歳時、バラク・シニアと再会。
- 1972年、アンはソエトロと離れ、息子バラクとともにハワイへ帰る。
- 1974年、バラクとマヤを育てる傍ら大学院で就学。
- 1980年、アンとソエトロは離婚[10]。

### その後
- 1992年、ハワイ大学から人類学博士号を取得（指導教官はProf. Alice Dewey。論文『Peasant blacksmithing in Indonesia: surviving and thriving against all odds.[11]』
- 1994年、卵巣がん、子宮癌の診断を受ける。父スタンレーの亡き後、一人でハワイで生活していた母マデリンとともに生活をする。
- 1995年11月7日（52歳）、死去[12][13]。葬儀ではバラクとマヤがオアフ島南方の太平洋に遺灰を撒く。

## 著書
- 『インドネシアの農村工業』2015年